# 里加省
里加省（俄语：Рижская губерния）是俄羅斯帝國的一個省，成立於1713年7月28日。俄國在大北方戰爭中從瑞典佔領該地，1721年兩國簽訂尼斯塔德條約正式讓予俄國。1796年改名為利沃尼亞省（Лифляндская губерния）。1917年北部劃歸愛沙尼亞自治省，其餘部分相當於今日的拉脫維亞東部地區。